# أسكولا نورماليه سوبريوريه "المدرسة الثانوية العادية"
تعد مدرسة نورماليه سوبريوريه «المدرسة الثانوية العادية» (بالإيطالية: scuola normale superiore)‏ (المعروفة في إيطاليا باسم «لا نورماليه») مدرسة ثانوية جامعية مقرها في بيزا وفلورنسا. تنفذ تلك المدرسة أنشطة تدريبية، سواء في المرحلة الجامعية (تقابل شهادة لمدة ثلاث سنوات وشهادة ماجستير) والدراسات العليا (دكتوراه).

## تاريخ

### فترة نابليون
نشأ المعهد بفضل المرسوم النابليوني الصادر في 18 أكتوبر 1810، والمتعلق بـ «مؤسسات التعليم العام» في توسكانا - وهي مقاطعة تابعة للإمبراطورية الفرنسية ابتداءً من عام 1807 - والتي أنشأت المؤسسة في بيزا «للمتقاعد الأكاديمي» للالتحاق بالحياة الجامية. تم طرح خمسة وعشرون مكانًا للمتقاعدين على منافسة لطلاب كليات الآداب والعلوم، لإنشاء فرع للكليات العليا الطبيعية في باريس  بالنسبة للبلدان التي أُذن فيها باستخدام اللغة الإيطالية.
هكذا نشأت المدرسة، بإرادة نابليون، في بيزا. يشير المصطلح «عادي» إلى مهمته التعليمية الأساسية، وهي تدريب معلمي المدارس الثانوية الذين قاموا بتعليم المواطنين وفقًا «لقواعد» تعليمية ومنهجية متماسكة.
في 22 فبراير 1811، تم إصدار أول إشعار بالمنافسة، لكن مدرسة بيسان لم تبدأ نشاطها حتى عام 1813، عندما استقر أول طلاب الأدب والعلوم في المدرسة.
المكان الأول كان دير سان سيلفسترو في بيزا: متقاعد في منتصف الطريق بين أمر عسكري ودير، تميزت فيه حياة الطلاب بقواعد انضباط صارمة تتبع نظام المدرسة الفرنسية المرجعية، مع الإشارة بدقة القبول، والمهن، والعقوبات، والمكافآت، وحتى ملابس الطلاب. على غرار نموذج المدرسة العليا العادية، تم تكليف المدرسة بمدير، بمساعدة من المدير الفرعي والنائب "المسؤول عن الإدارة والإشراف على الدراسات وحماية النظام.
كانت مدرسة لا نورماليه مخصصة لأفضل التلاميذ الذين تتراوح أعمارهم بين سبعة عشر وأربعة وعشرون عامًا، وتم اختيارهم في نهاية دورات المدرسة الثانوية، والذين حصلوا خلال العامين الدراسيين أيضًا على درجات علمية في كليات الآداب والعلوم في الجامعة الإمبراطورية. كان لدى الطلاب التزامات خاصة، وكانوا مضطرين إلى أخذ دورات إضافية: فقد تبعهم أربعة «معاديين»، اختارهم المدير من بين طلاب المدرسة، الذين كرروا دروس الجامعة يوميًا وتنسيق المؤتمرات، أي نوع من الندوات. بحكم هذا التدريب الداخلي، تعهد الشباب بالتدريس، بعد التخرج، في المدارس الثانوية لمدة عشر سنوات على الأقل.
كانت حياة المدرسة النابليونية العادية قصيرة: فقط الأكاديمية 1813-1814، التي كان خلالها الفيزيائي رانييري جيربي مديراً. في السادس من أبريل لعام 1814 ، وقع نابليون فعل التنازل: عودة الدوق الأكبر فرديناند الثالث إلى عرش توسكانا تزامنت مع إغلاق المدرسة، على الرغم من المحاولات المختلفة لإنقاذها باسم وظيفته.

### فترة الدوقية الكبرى
كان إغلاق المدرسة بعد مرحلة نابليون قصيرًا إلى حد ما. أعاد مرسوم الدوقية الكبرى المؤرخ 22 ديسمبر 1817 النظام القديم لفرسان سانتو ستيفانو في بيزا؛ في عام 1843، اقترح مجلس الأمر إنشاء، في قصر ديلا كاروفانا، مدرسة داخلية لـ «النبلاء الصغار» مع «مدرسة نورماليه» المجاورة.
لتقييم جدوى المشروع الجديد، قام Leopold II من Lorraine بتعيين لجنة، وأعطت مرة أخرى للمدرسة وظيفة تدريب معلمي المدارس الثانوية. في 28 نوفمبر، 1846، قام الدوق موتو بروبريو بتأسيس مدرسة توسكانا نورماليه (مدرسة توسكانا العادية)، والتي كانت مرتبطة بالنظام النمساوي. في 15 نوفمبر 1847، تم افتتاح المقر الجديد في قصر ديلا كاروفانا.
تم تعريف المدرسة الجديدة على أنها «نظرية وعملية»، تهدف إلى «تدريب معلمي المدارس الثانوية»  ؛ مدرسة داخلية تقدم أماكن مدفوعة بالإضافة إلى عشرة أماكن مجانية، مع مزايا مخصصة لمن يخصهم الأمر، الذين دخلوا في مسابقة، بمجرد بلوغهم الثامنة عشرة.
كانت المدرسة الداخلية مكونة حصريًا من طلاب الفلسفة وعلم اللغة، بينما تم تجميع طلاب العلوم الفيزيائية والرياضية في الجامعة في المدرسة، والذين كانوا مطالبين مع ذلك باتباع مناهج التدريس وممارسة التدريس عن طريق إجراء المناصب في المدارس؛ تم تكريس المعهد لدلالة مهنية قوية والتي تم التخلي عنها في وقت لاحق. استمرت الدراسة ثلاث سنوات.
في فترة الدوق، تأثرت المدرسة بالمناخ السياسي: تم استبدال المواقف الرجعية والاعتيادية، التي اشتكى منها الطلاب أنفسهم، خوفًا من أعمال الشغب التخريبية وأعمال الشغب.

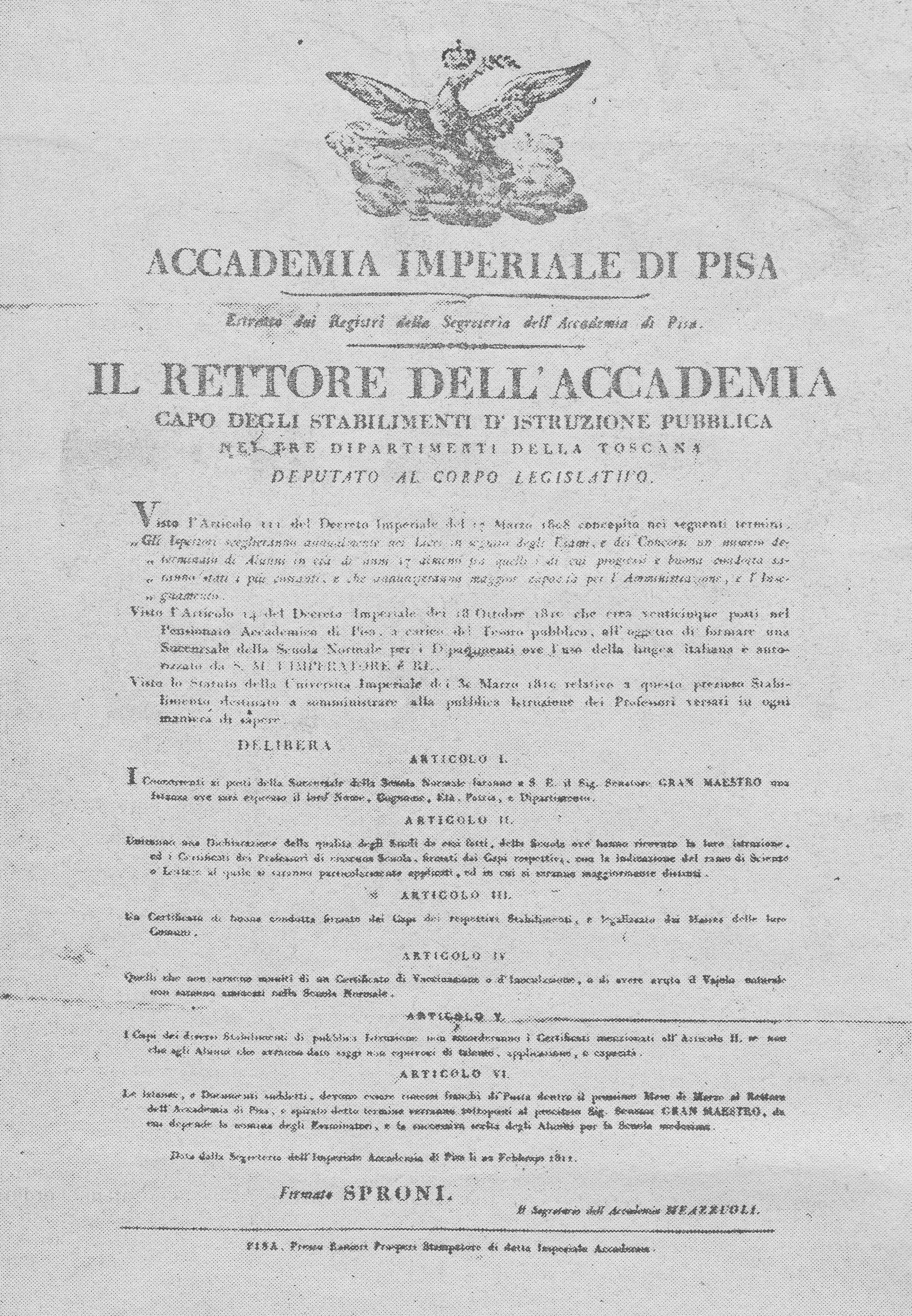
أول تنظيم المدرسة

### فترة ما بعد الوحدوي
مع الدولة الوحدوية الجديدة، تم توسيع الهيكل التشريعي والإداري لمملكة سافوي ليشمل جميع إيطاليا. لذلك تم تنظيم المدرسة الإيطالية لأكثر من ستين عامًا بموجب قانون كاساتي لعام 1859، الذي صدر أصلاً لحقائق بييمونتي ولومبارد: وفقًا لنموذج مركزي، تركت للأفراد هيئة التدريس الخاصة بتوفير التعليم، لكنها أثبتت حقوق الدولة في التدريس الجامعي والإشراف على جميع درجات المدرسة.
في توسكانا، حاولت الحكومة المؤقتة (1859-1860) حماية التقاليد المحلية الأكثر استحقاقًا، مثل النورمال. بعد نقاش طويل - في مجلس الشيوخ وفي الصحافة - حول فرصة الحفاظ على مثل هذه المؤسسة «الفريدة والشاذة»، في عام 1862 تم تسمية المؤسسة رسميًا باسم Scuola Normale del Regno d'Italia (المدرسة العادية لمملكة إيطالية).
تم تقديم العديد من مشاريع القوانين إلى الغرفة لإنشاء نموذج بيسان  ، وتوسيع نطاقه ليشمل الجامعات الأخرى، أو لإعادة ترتيب وتوسيع أسكولا نوماليه دي بيسا (المدرسة العادية في بيسا). ومع ذلك، فإن الدولة الوحدوية الجديدة، المنخرطة في الإجراءات المالية والأشغال العامة التي تعتبر أكثر إلحاحًا، تقتصر على الموافقة، بموجب المرسوم الصادر في 17 أغسطس 1862، على بعض التغييرات في اللوائح المدرسية، بحيث يمكن أن تستمر في دورها كمدرسة إيطالية عادية.
تم إدخال نورماليه «الجديدة» في النظام القانوني الوطني من خلال تنظيم ماتيوتشى (Matteucci) لعام 1862، والذي قضى على أي ممارسة دينية وطائفية، تمشيا مع التوجه العلماني للسياسة الإيطالية. مع المرسوم الوزاري في عام 1863، تم زيادة سنوات الدراسة إلى أربعة وإنشاء هيكل تنظيمي جديد. على المستوى التعليمي، تم تقسيم مجلس الإدارة إلى قسمين: الفلسفة والفلسفة والفيزياء والرياضيات، تم تشكيلهما من قبل المعلمين المسئولين تحت إشراف مدير الدراسات.
بفضل تأسيس مجلة حوليات فصل العلوم  في عام 1871 والسجلات حول الأدب والفلسفة  في عام 1873، بدأ نشاط النشر في المدرسة. مع تطور دورة التخصص، تحدد المدرسة وتنسق وظيفتها كمدرسة ثانوية للتدريب والبحث العلمي، إلى جانب وظيفة الكلية الجامعية. على المستوى السياسي، تم تحديد دور رئيس مجلس الإدارة، وهو الهيئة المسؤولة عن الإدارة الأخلاقية والمدرسية والاقتصادية للمدرسة. على المستوى التنظيمي، أخيرًا، أخذ رقم المسؤول الاقتصادي، القادر على إدارة الخدمات والموارد البشرية والمالية، وهبوا بالكفاءات التأديبية تجاه الطلاب على أهمية. في اللائحة ماتيوتشي (MATTEUCCI) انتهج التي انبثقت من وزير كوبينو (Coppino) في عام 187، والذي سمح أيضا قسم العلوم الوصول إلى مدرسة داخلية بالإضافة إلى تبسيط بنية معقدة من التنظيم السابق الدراسات والامتحانات.

### إصلاح غير اليهود
في عام 1927، أي بعد ثلاث سنوات من بدء نفاذ إصلاح الوثنيون، تمت الموافقة على لائحة جديدة لمقولة أسكولا نورماليه (المدرسة العادية) التي ألغت وظيفتها التأهيلية، وحافظت على الوظيفة التحضيرية للتدريس في المدارس المتوسطة والامتحانات التي تمكنها  لتعزيز دراسات التخصص، والتي يمكن لجميع الخريجين الوصول إليها على المستوى الوطني.
انتشرت الدعاية القومية أيضًا داخل معهد بيسان وأصبحت السيطرة على النظام تدخلية على نحو متزايد، مما أدى إلى أول حلقة خطيرة من القمع أدت إلى توقيف ثلاثة أشخاص طبيعيين في عام 1928 بسبب أنشطة مناهضة للفاشية. لمواجهة الاضطرابات الناجمة عن الأحداث السياسية وتدهور المدرسة، والتي كان عدد الطلاب فيها أقل وأقل، تم تعيين الفيلسوف جيوفاني جنتيلي كمفوض؛ طبيعية، شخصية بارزة في الفاشية الإيطالية، أيديولوجية النظام ووزير التعليم، الذي أصبح فيما بعد مديرًا له في عام 1928 .
قام الوثنيون بمراجعة هيكلية للنورمال لتولي أهمية وطنية أكثر توافقًا؛ وبالتالي، فقد نصت على توسيع المقر الرئيسي وزيادة كبيرة في عدد الطلاب والأنشطة الداخلية. على وجه الخصوص، قدم شفافية الدراسات، حيث ألغى الفروق بين الحدود مجانًا ومقابل رسوم؛ علاوة على ذلك، منذ عام 1929، استمتع التلاميذ المقبولين بالمجان والسكن المجاني. سمحت له السلطة التي يتمتع بها وبموافقة النظام بإيجاد الوسائل والتعاون لمشروعه. في غضون ذلك، سهّلت العلاقة بين الدولة والكنيسة التي افتتحت بموجب اتفاقيات لاتيران المفاوضات مع رئيس الأساقفة من أجل التخلص من مبنى كوليجيو بوتيانو الذي رحب، مع علاقة تيمبانو، بالمتطرفين الشباب، بينما بدأ توسع القصر من القافلة.
تم افتتاح Normale Gentiliana، المعترف بها بموجب المرسوم الملكي المؤرخ 28 يوليو 1932، في 10 ديسمبر. بعد أن تم تزويدها بنظام أساسي جديد، اكتسبت المدرسة شخصيتها القانونية والإدارية، والاستقلالية التعليمية والتأديبية، وأصبحت مؤسسة تعليم عالي مستقلة، على الرغم من أنها لا تزال متصلة بجامعة بيزا. في عام 1938، التزمت أسكولا نورماليه (المدرسة العادية)، مثل الجامعات الأخرى في المملكة، بالقوانين العنصرية التي أثرت على الطلاب وأعضاء هيئة التدريس.

### الحرب وفترة ما بعد الحرب
تواصل المدرسة نشاطها، على الرغم من الحرب العالمية الثانية، مع بعض القيود التنظيمية والعديد من الصعوبات العملية. وفي الوقت نفسه، بعد سن القوانين العنصرية، أصبح المعارضة عن النظام واضحة بشكل متزايد بين الطلاب والأساتذة. مع ترسيب موسوليني من قبل المجلس الكبير في 25 يوليو 1943، ظلت نورمال تحت السيطرة الألمانية، باعتبارها تنتمي جغرافيا إلى أراضي جمهورية سالو.
بعد القصف الجوي المأساوي لبيزا في 31 أغسطس 1943، قام المخرج الجديد لويجي روسو، المهدّد بالاعتقال لأسباب سياسية، بمغادرة المدينة وحل محله عالم الرياضيات ليونيدا تونيلي، الذي دافع عن مكتبة ومفروشات قصر ديلا كاروفانا، في الثكنات الألمانية، ونقل المجموعات الأكثر أهمية إلى چيرتوسا دي كالشي (Certosa di Calci) القريبة.
في الثاني من سبتمبر عام 1944، تم تحرير المدينة، ومع ذلك تم الاستيلاء على قصر كارافان من قبل الجيش الأنجلو أمريكي: تم ترحيل الطلاب والأساتذة إلى كلية بوتن. واصل لويجي روسو، المدير الذي أعيد تأكيده، عمل حماية مواد المدرسة ومكتبتها، في حين استؤنفت الأنشطة في الموقع المؤقت. في 25 سبتمبر 1945، تم تحرير القصر، بالإضافة إلى ترميم المبنى، تقرر تخصيص سبعين مكانًا للطلاب المخضرمين أو الحزبيين. بدأ لويجي روسو وليونيدا تونيلي عملاً توعويًا سمح بإيجاد موارد مالية - حتى لا تستمد من مساهمات الدولة - والأصول من خلال التبرعات والمشتريات.
في عام 1959، بعد سبعين عامًا من أول طالب مُقبل، تم إنشاء قسم نسائي يقع مقره الرئيسي في قصر ديل تيمبانو.

### من فترة ما بعد الحرب إلى العصر المعاصر
خلال الستينيات، كان على المدرسة العادية «أسكولا نورماليه» مواجهة تحديات الجامعة الجماهيرية. بين عامي 1964 و 1977، تحت إشراف چيلبيرتو بيرنارديني (Gilberto Bernardini)  ، تم تأكيد المهنة الأصلية للتخصصات البحتة، ونبذت إدارة الكليات الطبية والقانونية، التي انضمت إليها كلية باتشينوتي (Pacinotti) للعلوم التطبيقية؛ من هذه السنوات بدأت العملية التي ستؤدي إلى ولادة مدرسة سنتانا (Sant'Anna) الثانوية.
بين عامي 1967 و 1968، شارك طلاب ومعلمو مدرسة نورماليه في الاحتجاجات التي كانت منتشرة في جميع أنحاء إيطاليا: في المعهد تم الطعن في القواعد التنظيمية والتأسيسية، وكذلك على نظام الجامعة بأكمله. وُلِد النظام الأساسي لعام 1969 من خلال حوار صعب بين المؤسسة والطلاب، نشأ منه إطار تعليمي جديد للمدرسة، حدده كمؤسسة للتدريب العلمي العالي: على وجه الخصوص، تم تأسيس توسيع أعضاء هيئة التدريس الداخلية، تأسيس وتعزيز الهياكل البحثية وزيادة عدد الطلاب في الدورات العادية والتخصصية. في تلك السنوات نفسها، أضيف الكيان العقاري في برج سكني من كورتنى، في محافظة أريتسو.
وأخيراً، أقر قانون 18 يونيو 1989 معادلة شهادة التخرج من المدرسة (PhD) بعنوان طبيب باحث صادر عن الجامعات الإيطالية.
في عام 2013، قامت المدرسة بتضمين معهد فلورنس للعلوم الإنسانية، والذي سيصبح قسم العلوم السياسية والاجتماعية في نورمال، ومقره في بالازو ستروزي في فلورنسا. في عام 2018، اتحدت نورماليه مع مدرسة سانتنا (Sant'Anna) الثانوية في بيزا ومع المعهد الجامعي للدراسات العليا في بافيا.

## الهيكل

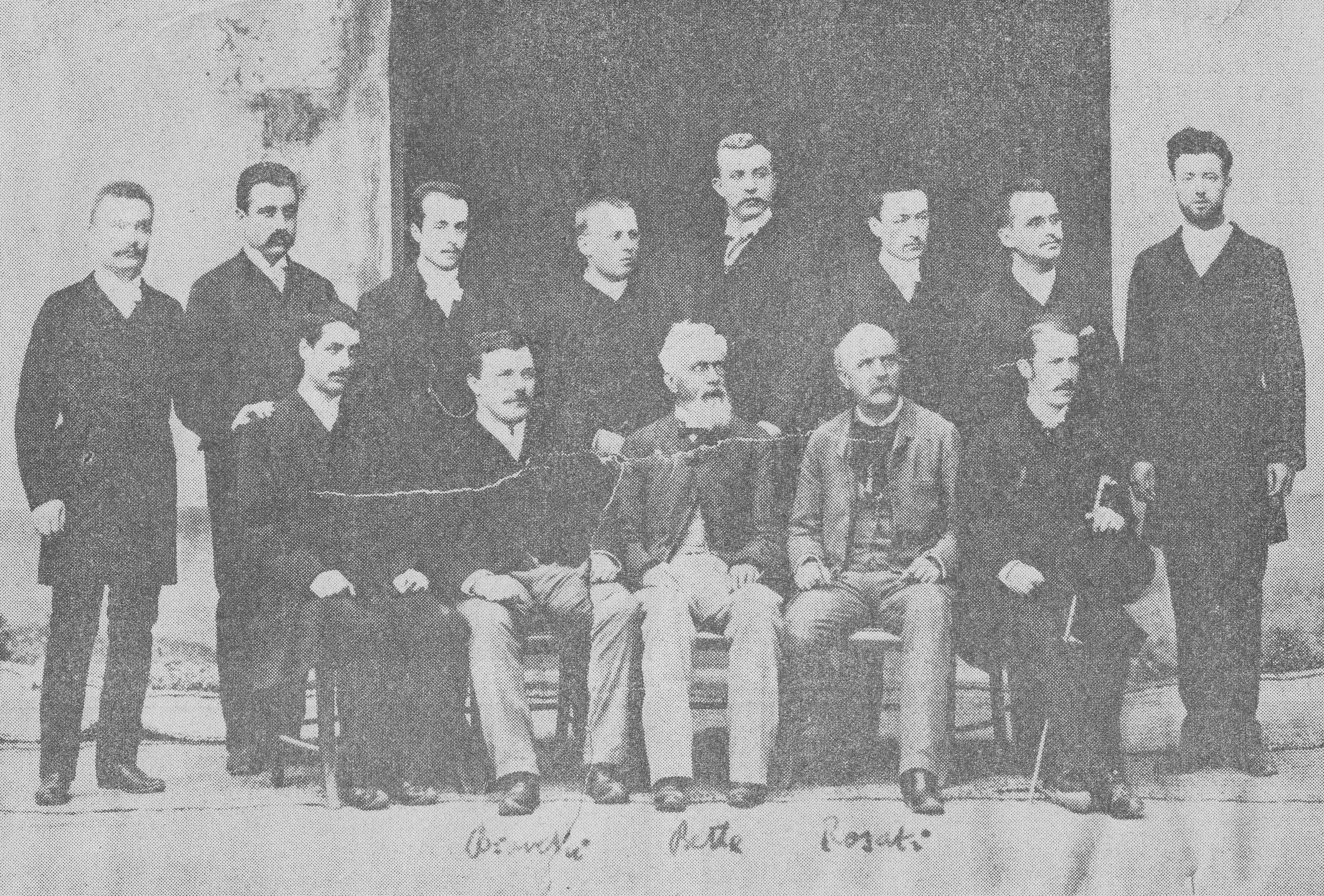
صورة جماعية للطلاب والأساتذة: يتم التعرف على لويجي بيانتشي وإنريكو بيتي وفيليبو روساتي

تتكون المدرسة من فصلين وقسم:
- الآداب والفلسفة (الصف)
- العلوم (الصف)
- العلوم السياسية والاجتماعية (قسم)

### القبول
القبول هو عن طريق المنافسة: من الممكن الوصول إليه من السنة الأولى للجامعة، أو بعد الحصول على شهادة لمدة ثلاث سنوات؛ من الممكن أيضًا قبول طلاب الدراسات العليا، وهو منصب يعادل وظيفة طالب دكتوراه.
تختلف امتحانات القبول وفقًا للفئة التي يُطلب فيها القبول؛ في أي حال هناك اختبارات كتابية واختبارات شفوية. تتم دراسة موضوعات الامتحانات بطريقة تضمن قبول الموهوبين بالأصالة والحدس بدلاً من المهارات النظرية والتذكارية. للقبول في التخصص، تجري المسابقة من خلال المؤهلات والامتحانات.
أولئك الذين يتم قبولهم في أسكولا نورماليه (المدرسة العادية) مضمونون بإقامة مجانية والإقامة في مرافق المدرسة وسداد الرسوم الجامعية.

### الأرشيف
يحتفظ مركز المحفوظات في مدرسة أسكولا نورماليه الثانوية  ، الذي أنشئ في أكتوبر 2013 بالتراث الوثائقي للمدرسة إلى جانب العديد من محفوظات الشخصيات الثقافية في القرنين التاسع عشر والعشرين، المكتسبة من خلال الوصايا الوصية والهدايا والودائع وسياسة الشراء المستهدفة. تأتي العديد من الصناديق من شخصيات مرتبطة بالمؤسسة (أموال المخرجين جيلبرتو برنارديني وإنريكو بيتي ولويجي بيانشي وأليساندرو دي أنكونا وأوليسه ديني)؛ أو من الهدايا والمشتريات: من بين هذه المقالات، محفوظات سالفاتي، التي تحافظ أيضًا على توقيعات مكيافيلي من بين الوثائق المكتوبة بخط اليد.

### المكتبة
نشأت المكتبة  مع المدرسة وتعتبر أداة أساسية للتدريس والبحث. تجاوز كتاب التراث مليون مجلد. وهو يركز على التخصصات التي تمت دراستها في الجامعة ويجمع نصوص علم المعلومات والببليوغرافيا وعلوم المكتبات.

### مراكز البحوث والمختبرات
مراكز البحوث والمختبرات العاملة في الجامعة هي:
- "Ennio De Giorgi" مركز البحوث الرياضية (CRM) [29]
- مركز النجوم (النظم والنظريات للبحوث البتروكيماوية)
- مختبر الأحياء (Bio @ SNS) [30]
- مختبر الكيمياء النظرية والحسابية (سمارت) [31]
- مختبر الوثائق الفنية التاريخية (DocStAr) [32]
- National Enterprise for nanoScience and nanoTechnology Laboratory (NEST) lab [33]
- التاريخ ، الآثار ، الكتابة ، ورشة التقليد القديم (SAET) [34]

### الكليات
يوجد طلاب المدرسة في أربع كليات تقع داخل المنطقة الحضرية:
- تقع كلية كاردوتشي، المملوكة من قبل المدرسة منذ عام 1994 وتم ترميمها جزئيًا في عام 2002، عبر توراتي، بالقرب من محطة بيزا المركزية. تم تسمية المبنى على اسم الشاعر والكاتب، الذي كان طالبًا عاديًا في فئة الحروف من 1853 إلى 1856. من سبتمبر 2018 تم إغلاقه في انتظار إعادة الهيكلة.[35]
- تقع كلية فيرمي، المملوكة من قبل المدرسة منذ عام 1993 وتستخدم كمدرسة داخلية للطلاب منذ عام 1996، بالقرب من قصر كاروڤانا (Palazzo della Carovana). الملكية مخصصة للفيزيائي والتلميذ السابق للمدرسة ، إنريكو فيرمي.
- تقع كلية فايدو (Faedo)، التي تم افتتاحها في عام 2006 وتمت مشاركتها مع مدرسة سانتنا (Sant'Anna) الثانوية، في قصر العدل، وهي مكرسة لـأليساندرو فايدو (Alessandro Faedo)، وهي طالبة سابقة في المدرسة.
- كانت كلية تيمبانو أول تبرع عقاري تلقته المدرسة في عام 1932 ؛ أعيد بناؤه في الخمسينيات بعد انفجار جسر سولفيرينو القريب خلال الحرب العالمية الثانية. في الماضي ، استضافت قسم النساء ثم استضافت الطلاب وأصحاب المنح الدراسية ؛ وهي مقسمة إلى ثلاثة مبان: تيمبانو وتيمبانينو وأكونشي ، التي تم الحصول عليها في عام 1967. تم تسمية المجمع على اسم رجل الأعمال دومينيكو تيمبانو ، المروج للتراث السخي.
- يستضيف سكن كابيتيني ، وهو مبنى مملوك لبلدية فلورنسا، الطلاب في دورات التخصص في قسم العلوم السياسية والاجتماعية.

## دار النشر
دار النشر الخاصة بالمدرسة  تأسست عام 2003   تنشط في المؤسسة. تركز أنشطة الناشر - وإن لم يكن مقصوراً عليها - على المجالات الإنسانية (الطبعات النقدية للنصوص غير الخيالية والمراسلات الحديثة والمعاصرة) والمجالات العلمية (البحث في مجال الرياضيات والفيزياء).

## رابطة الطبيعيين
التحقت مختلف الجمعيات من الطلاب والأساتذة السابقين بالمدرسة في مراحل مختلفة من تاريخها. بعد مبادرة أولى في عام 1933 من قبل الفيلسوف جيوفاني جنتيلي، تم تأسيسها في عام 1997 بناءً على اقتراح اليساندرو فايدو وتم تعريفها بطريقة اصطناعية، «رابطة الطبيعة». تنشر الجمعية نشرة Normale كل ستة أشهر أو سنويًا، وهي الجهاز الرسمي للجمعية وتُسجل لدى محكمة بيزا.

## الرؤساء
المدارس الجامعية الموحدة 
- إنريكا باجيلا [40] (2018-2019)
- سالفاتور روسي [41] (من 2019)

## قائمة المراجع
- قائمة الطلاب من 1813 إلى 1998 ، بيزا ، Edizioni della Normale ، 1999 ("Management Notebooks"، 5).
- جورجيو باتيني ، ألبوم بيزا ، فلورنسا ، لا نازوني ، 1972.
- ديليو كانتيموري (1904-1966). الكتب والوثائق والصور من أموال Scuola Normale Superiore ، دانييلي مينوزي وفرانشيسكو تورشاني (محرر بواسطة)، بيزا ، إيزيوني ديلا نورمال ، 2016. ISBN 978-88-7642-598-1
- La Scuola Normale Superiore. Percorsi nel merito (1810-2010). Pisa: Edizioni della Normale. 2010. ISBN:978-88-7642-397-0.
- Un'altra università. La Scuola Normale Superiore dal crollo del fascismo al Sessantotto. Pisa: Edizioni della Normale. 2013. ISBN:978-88-7642-446-5.
- جيوفاني جنتيلي ، The Scuola Normale Superiore ، بيزا ، Edizioni della Normale ، 2015. ISBN 978-88-7642-542-4
- أندريا ماريوزو ، مدارس المسؤولية. «الكليات الوطنية» في الوثني العادي (1932-1944) ، بيزا ، Edizioni della Normale ، 2010. ISBN 978-88-7642-390-1
- ماركو مونديني ، الأجيال الفكرية. التاريخ الاجتماعي لطلاب مدرسة Scuola Normale Superiore of Pisa في القرن العشرين (1918-1946) ، بيزا ، Edizioni della Normale ، 2011. ISBN 978-88-7642-405-2
- تاريخ Scuola Normale Superiore of Pisa من منظور مقارن ، دانييلي Menozzi وماريو Rosa (تحرير بواسطة)، Pisa ، Edizioni della Normale ، 2008. ISBN 978-88-7642-189-1
- سلفاتوري سيتيس ، أي التميز؟ مقابلة مع نورمال دي بيزا ، باري ، لاتيرزا ، 2004. ISBN 978-88-4206-974-4

## الروابط الخارجية
| مراقبة السلطة | VIAF (EN) 154318681 · ISNI (EN) 0000 0001 2297 4488 · LCCN (EN) n83214224 · GND (DE) 1٬010٬299-1 · BNF (FR) cb11867121v (التاريخ) · الفهرس العالمي الهويات (EN) n83-214224 |